# Jacob Laurentius Studach

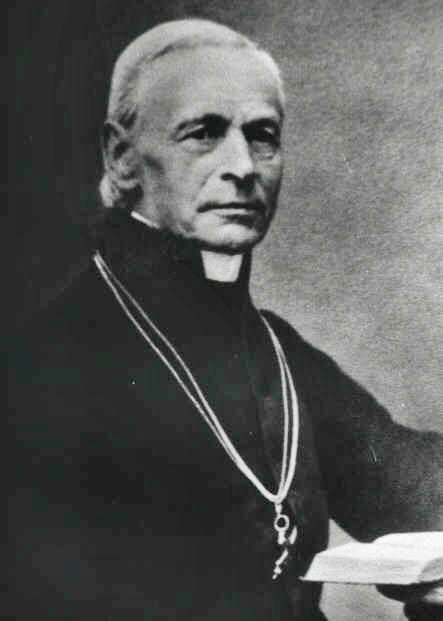
Jacob Laurentius Studach år 1865.

Jacob Laurentius Studach (ibland Lorenz eller Laurenz Studach), född 25 januari 1796 i Altstätten, Rheintal i kantonen S:t Gallen i Schweiz, död 9 maj 1873 i Stockholm, var en tysk romersk-katolsk präst, biskop, författare och apostolisk vikarie över Apostoliska vikariatet i Sverige fram till sin död. Studach biskopsvigdes den 1 juni 1862 och blev därigenom Sveriges första katolska biskop efter reformationen.

## Biografi
Studach kom till Sverige år 1833 som kaplan och biktfader till kronprinsessan Josefina av Leuchtenberg och utsågs då till apostolisk vikarie för Sverige. På den tiden fanns 200 katoliker i Stockholm. Under Studachs tid tillkom ytterligare en i Sverige verksam katolsk präst, en holländare. Vidare utkom en ny, från tyska översatt katekes. Den första katolska bönboken sedan reformation utkom också. Missale romanum, den katolska mässboken, utgavs med text på latin och svenska. 
På uppdrag av biskop Studach slog sig en katolsk präst ner i Kristiania i Norge. Staden tillhörde det svenska apostoliska vikariatet 1841–1868.
Studach var aktiv som författare och forskare. Han var intresserad av de forntida runorna och beskrivs som en företrädare för romantiken och mysticismen. Fredrika Bremer, Per Böcklin och Fabian Wrede tillhörde hans vänner och debattpartners.